# Jezioro Długie (powiat rypiński)
Jezioro Długie – jezioro w woj. kujawsko-pomorskim, w powiecie rypińskim, w gminie Wąpielsk, leżące na terenie Pojezierza Dobrzyńskiego. Jezioro polodowcowe, rynnowe z urozmaiconą linią brzegową.

## Dane morfometryczne
Powierzchnia zwierciadła wody według różnych źródeł wynosi od 108,6 ha przez 112,5 ha do 122,76 ha.
Zwierciadło wody położone jest na wysokości 101,4 m n.p.m. lub 104,6 m n.p.m. Średnia głębokość jeziora wynosi 6,4 m, natomiast głębokość maksymalna 18,0 m.
W oparciu o badania przeprowadzone w 1997 roku wody jeziora zaliczono do III klasy czystości i III kategorii podatności na degradację.

## Hydronimia
Według urzędowego spisu opracowanego przez Komisję Nazw Miejscowości i Obiektów Fizjograficznych (KNMiOF) nazwa tego jeziora to Jezioro Długie. W różnych publikacjach i na mapach topograficznych jezioro to występuje pod nazwą Dłuskie.